# Раковиці (Лодзинське воєводство)
Раковиці (пол. Rakowice) — село в Польщі, у гміні Врублев Серадзького повіту Лодзинського воєводства.
Населення — 228 осіб (2011).
У 1975-1998 роках село належало до Серадзького воєводства.

## Демографія
Демографічна структура станом на 31 березня 2011 року:
|          | Загалом | Допрацездатний вік | Працездатний вік | Постпрацездатний вік |
| -------- | ------- | ------------------ | ---------------- | -------------------- |
| Чоловіки | 122     | 17                 | 83               | 22                   |
| Жінки    | 106     | 15                 | 65               | 26                   |
| Разом    | 228     | 32                 | 148              | 48                   |